# Héctor Olivera
Héctor Olivera, född den 5 april 1985 i Santiago de Cuba, är en kubansk professionell basebollspelare som tog silver vid olympiska sommarspelen 2008 i Peking.
Olivera representerade Kuba i World Baseball Classic 2009. Han spelade fyra matcher och hade ett slaggenomsnitt på 0,313, en homerun och en inslagen poäng (RBI).